# ウォールフラワー (植物)
ウォールフラワー（英: wallflower）は、アブラナ科エゾスズシロ属に属する被子植物の種の1つ。4月9日の誕生花で、ニオイアラセイトウ・エゾスズシロとも呼ばれる。